# Boortsog
Les boortsog, boorsoq, ou baursak (en bachkir : бауырһаҡ ; en kazakh : баурсақ ; en kirghize : боорсок ; en mongol : боорцог ; en tatar : бавырсак ; en ouzbek : bog'irsoq ; en tadjik : бусроқ ; en turc : pişi, bişi, tuzlu lokma ou halka), est un type de pâte frite commune dans les cuisines d'Asie centrale, d'Idel-Oural et mongole. Ils peuvent ressembler à des cookies, ou à des biscuits. Quand ils sont frits, ils sont comparables à des beignets.

## Préparation

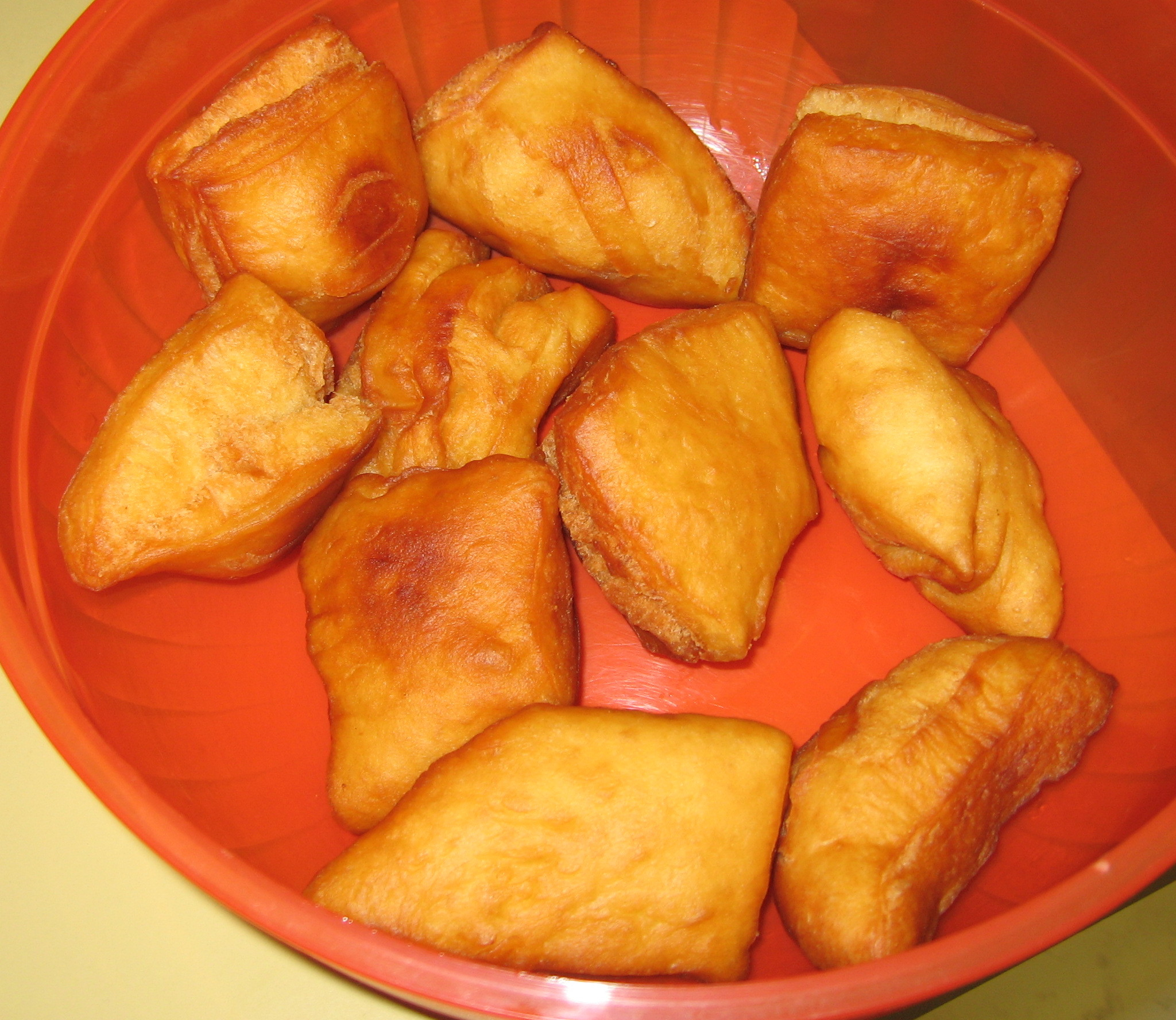
Une des sortes de boortsog.

La pâte à boortsog dépend de la région. Elle peut être simple, ou sucrée et croustillante. La variante kirghize donne pour une part de beurre, sept parts d'eau salée et six parts de lait, plus la levure et la farine et les œufs.
Les boortsog se préparent en coupant en morceaux la pâte aplatie. Bien que moins courants en Asie centrale, ces morceaux peuvent être pliés en diverses formes avant d'être frits. C'est une méthode plus courante chez les Mongols, qui utilisent également de la graisse de mouton, ou de l'huile végétale, pour leur donner une saveur particulière,,.

## Record
Le plus gros boortsog (179 kg) a été cuisiné le 20 avril 2014 à Oufa, en Russie. Quelque 1 006 œufs, 25 kg de sucre, 70 kg de farine, 50 kg de miel bachkir ont été utilisés pour sa préparation. Un record a été établi à Almaty, le 7 septembre 2014, lors de la célébration de la fête des mères, lorsque 856 kilogrammes de boortsog ont été cuisinés en un seul lieu et en une seule journée. La célébration a eu lieu sous la forme d'une bataille culinaire entre des équipes de belles-mères et de belles-filles. Sept équipes ont participé à la compétition.